# Kalle Anka som fosterfar
Kalle Anka som fosterfar (engelska: Donald's Nephews) är en amerikansk animerad kortfilm med Kalle Anka från 1938. Detta var första gången som Kalle Ankas systersöner Knatte, Fnatte och Tjatte medverkade på film.

## Handling
Kalle Anka har fått ett vykort från syster Della Anka om att han kommer att få besök av sina systersöner Knatte, Fnatte och Tjatte. För att vara en god förebild för busungarna har Kalle en handbok i barnuppfostran, som dock inte verkar hjälpa särskilt bra.

## Om filmen
Filmen hade svensk premiär den 12 september 1938 på biografen Skandia i Stockholm.
Filmen finns sedan 1997 dubbad till svenska.

## Rollista
| Roll       | Originalröst  | Svensk röst     |
| Kalle Anka | Clarence Nash | Andreas Nilsson |
| Knatte     | Clarence Nash | Monica Forsberg |
| Fnatte     | Clarence Nash |                 |
| Tjatte     | Clarence Nash |                 |